# 빈터투어-로만스호른 철도
빈터투어-로만스호른 철도(Winterthur–Romanshorn railway)는 독일어로 투어계곡선(Thurtallinie)으로도 알려져 있는, 스위스 철도 노선이며, 취리히와 보덴호 사이의 철도의 일부로 건설되었다. 그것은 빈터투어와 로만스호른을 연결하며, 그곳은 이전에 보덴호를 가로지르는 기차 페리와 연결되었다. 스위스에서 네 번째로 오래된 내륙 철도이다. 그 건설은 취리히-보덴제반 철도(취리히-보덴제반)에 의해 자금 지원을 받을 예정이었으나 건설 중에 회사는 스위스 북부 철도와 합병하여 스위스 북동부 철도(NOB)를 만들었다. 빈터투어-로만스호른 철도는 1855년 5월 16일에 개통되었고, 빈터투어에서 욀리콘까지의 노선은 1855년 12월 27일에 개통되었다.
로만스호른-프리트리히샤펜과 로만스호른-린다우선에 대한 콘스탄스호 열차 페리가 이 노선과 연결하기 위해 설립되었다.

## 역사
이 노선의 기원은 가장 오래된 스위스 철도 프로젝트 중 하나로 거슬러 올라간다. 동부 철도(Ostbahn, 취리히–콘스탄스호) 프로젝트는 이미 1836년에 개발되었다. 이 프로젝트는 북부 철도(노르드반, 취리히–바젤) 및 남부 철도(쥐트반, 취리히–쿠어)와 같은 철도는 알루아 네그렐리가 개발했으며 빈터투어에서 프라우엔펠트를 거쳐 로만스호른까지 운행하는 반면 취리히와 빈터투어 사이에는 약간 다른 경로가 제안되었다. 예를 들어 취리히에서는 오버스트라세 지역에 별도의 역이 계획되었다. 거기에서 라인은 취리히베르크 주변에서 슈테트바흐까지 이어지며 뒤벤도르프에서 글라트를 건너게 된다. 그런 다음 헤크나우와 킨드하우젠을 거쳐 현재 에프레티콘 지역인 리콘으로 이동했다. 그 후, 노선은 현재 철도의 경로를 크게 따랐을 것이다. 네그렐리 자신은 자신이 설계한 세 가지 프로젝트 중 재정적 성공 가능성을 최소화했다. 1839년 취리히주의 자유주의 세력이 보수파에 의해 축출된 정치적 변화와 함께 프로젝트 진행의 가능성은 사라졌다. 네그렐리는 1840년 취리히를 떠나 오스트리아에서 황제 페르디난트 노던 철도에서 감찰관으로 일했다. 그는 나중에 스위스로 돌아왔지만, 북부 철도 건설에만 관여했다.
당시 스위스의 정치적 상황은 철도 건설에 우호적이지 않았지만, 1847년 존더분트 전쟁으로 절정에 달한 가톨릭과 개신교의 갈등에 의해 주도되었다. 새 국가 헌법과 국내 관세 철폐로 상황이 근본적으로 바뀌었다. 스위스 정치의 중심이자 스위스 철도 역사에 지대한 영향을 끼쳤을 알프레드 에셔는 1848년 최초의 스위스 의회에 선출되었다. 그의 정치 철학은 일반적으로 법률적 급진파(법적 급진파)로 묘사되었다. 그러나 이것은 그의 정치에 대한 부정확한 설명이다. 그는 오늘날 우리가 자유 시장 경제로 이해하는 것을 지지했다. 그는 건전한 재정적 성장이 다른 시장과의 향상된 교통 연결을 통해서만 가능하다는 것과 철도가 시대의 도구라는 것을 알고 있었다. 그는 1852년 철도법의 주요 옹호자 중 한 사람으로 간주되며, 이 법안은 철도 건설을 개인의 손에 맡겼다.
빈터투어-로만스호른 철도는 그의 첫 번째 주요 프로젝트였으며 1853년 2월 28일 취리히-콘스탄스호 철도의 건설 승인을 받았다. 멜히어 치글러의 취리히-보덴제반-게젤샤프트 초대 회장은 곧 에셔로 교체되었다. 스위스 북동부 철도가 취리히-보덴호 철도와 합병하여 스위스 북동부 철도를 형성하는 협정이 에셔가 취리히-보덴호 철도를 대신하여 취리히주의 의장으로 북동부 철도의 신임 이사이자 사장으로 서명했다.
최종 경로 결정은 1850년에 시작되었지만, 모든 구간에 대한 최종 선형은 1853년까지 결정되지 않았다. 즉, 일부 지역에서는 경로 결정 직후 건설이 시작되었다. 로만스호른과 취리히의 종착역 외에도 암리스빌, 리트, 뷔르글렌, 바인펠덴, 메르슈테텐, 펠벤, 프라우엔펠트, 이슬리콘, 루히에크, 빈터투어, 리콘(에프레티콘), 발리젤렌 및 욀리콘 역이 계획에 포함되었다. 이 스테이션 중 2개가 재배치되었다. 비젠단겐은 루히에크를 대체하고 줄겐은 리트를 대체했다. 지방 당국은 추가 역을 요청했지만, 추가 화물 운송을 약속한 두 가지 요청만 실행되었다. 라인에서 켐프탈 근처 쿠퍼함메르의 구리 공장과 뮐하임의 하슬리뮐레에 있는 구리 공장까지 산업적 연결을 구축하기로 합의했다. 비골팅겐. 주로 지역 주민들에게 이익이 되도록 의도된 오버라흐, 휘팅엔, 오버빈터투어 및 발텐스빌의 스테이션은 모두 거부되었다.
빈터투어-로만스호른 철도는 단일 선로로 건설되어 1855년 5월 16일에 개통되었다. 계획 중에 복제를 위한 준비가 있었지만, SBB가 이 노선을 인수할 때까지 복제가 시작되지 않았다. NOB와 SNB가 별도로 건설한 빈터투어와 오버빈터투어 사이의 두 평행 선로는 1903년에 병합되어 이중 선로를 형성했다. 두 번째 트랙의 기초는 먼저 나머지 라인에 구축되어야 했다. 복선 구간은 다음 순서로 열렸다.
- 1905년 10월 1일 프라우엔펠트-뮐하임
- 1906년 5월 1일 오버빈터투어-비젠당겐
- 1906년 5월 1일 이슬리콘-프라우엔펠트
- 1907년 5월 1일 뮐하임-줄겐.
- 1907년 7월 1일 술겐-암리스빌
- 1907년 7월 4일 비센당겐-이슬리콘
- 1907년 9월 30일 암리스빌-로만스혼

이 노선은 1912년 여름 세계 최초의 디젤 기관차(디젤 기계식 기관차)에 사용되었지만, 상업적으로 성공하지 못했다.
본선으로 SBB에 의해 15kV AC 16.7Hz의 일반 전원 시스템으로 빠르게 전력이 공급되었다. 빈터투어-로만스호른 라인의 전기 작업은 1928년 5월 4일에 시작되었다.

## 노선과 역

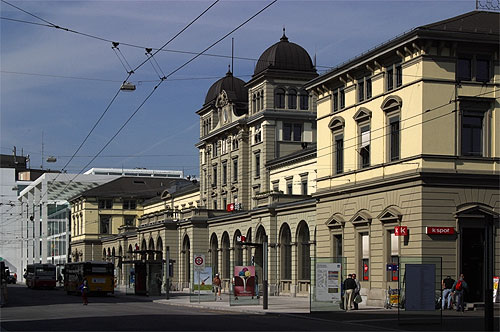
빈터투어역

빈터투어역 알트슈타트(구시가지) 서쪽에 건설되었다. 로만스호른을 향해 달리면 투어 계곡 라인은 오른쪽으로 구부러지고 샤프하우젠으로 가는 라인은 왼쪽으로 분기된다. 빈터투어 차고는 삼각형에 건설되었지만, 지금은 화재 및 구조 열차의 배치를 제외하고는 중요하지 않다. 차고의 작업은 오버빈터투어에 있는 S-반 차고에 아웃소싱되었다. 슈타트라인을 따라 빈터투어역 출구의 라인이 4배로 늘어났다. 취리히-콘스탄스호 철도의 이전 트랙은 이제 두 번째로 북쪽에 있다. 오버빈터투어와 그뤼체까지 4개의 선로를 완성한 후 각 철도 회사 및 노선에 대해 별도의 선로가 생성되었다. 1903년에 빈터투어와 오버빈터투어 사이의 두 개의 인접한 선로가 병합되어 진정한 복선 선로를 만들었다. 장크트갈렌 및 퇴스 계곡까지, 로만스호른 라인은 오버빈터투어역에 도달한다. 이것은 내셔널 철도에 의해 1875년에 지어졌다. 에츠빌렌에서 출발하는 노선은 여기에서 빈터투어까지의 콘스탄스호 철도의 경로를 사용했다. 바로크 리바이벌 역 건물은 스위스 연방 철도에 의해 건설되었다. 1990년 취리히 S-반이 개통되면서 7헥타르 규모의 오버빈터투어 유지보수 시설이 라인 남쪽에서 로만스호른 방향으로 개통되었다. 트랙 반대편에는 스위스 과학 센터 테크노라마가 있다.
비젠단겐역은 월요일 오전 5시에 SBB가 스위스 샬레 스타일의 독특하고 가치 있는 건물을 철거한 1975년에 대중에게 알려졌다. 이 구간의 최고점은 비젠단겐과 리켄바흐 사이에 있다.
리켄바흐-아티콘역 건물은 1907년으로 거슬러 올라가며, 이 역은 1907년 10월 15일에 문을 열었다. 아티콘 이후에 빈터투어-로만스호른 라인은 투어 계곡까지 85m를 내려가면서 3km 길이의 제방을 지나간다.
이슬리콘역은 현재 Stationshalter (역 보유자) 모델로 운영되고 있으며, 여전히 1873년의 역 건물이 있다. 프라우엔펠트 마을 직전까지 빈터투어-로만스호른 라인 옆에 세워졌다.

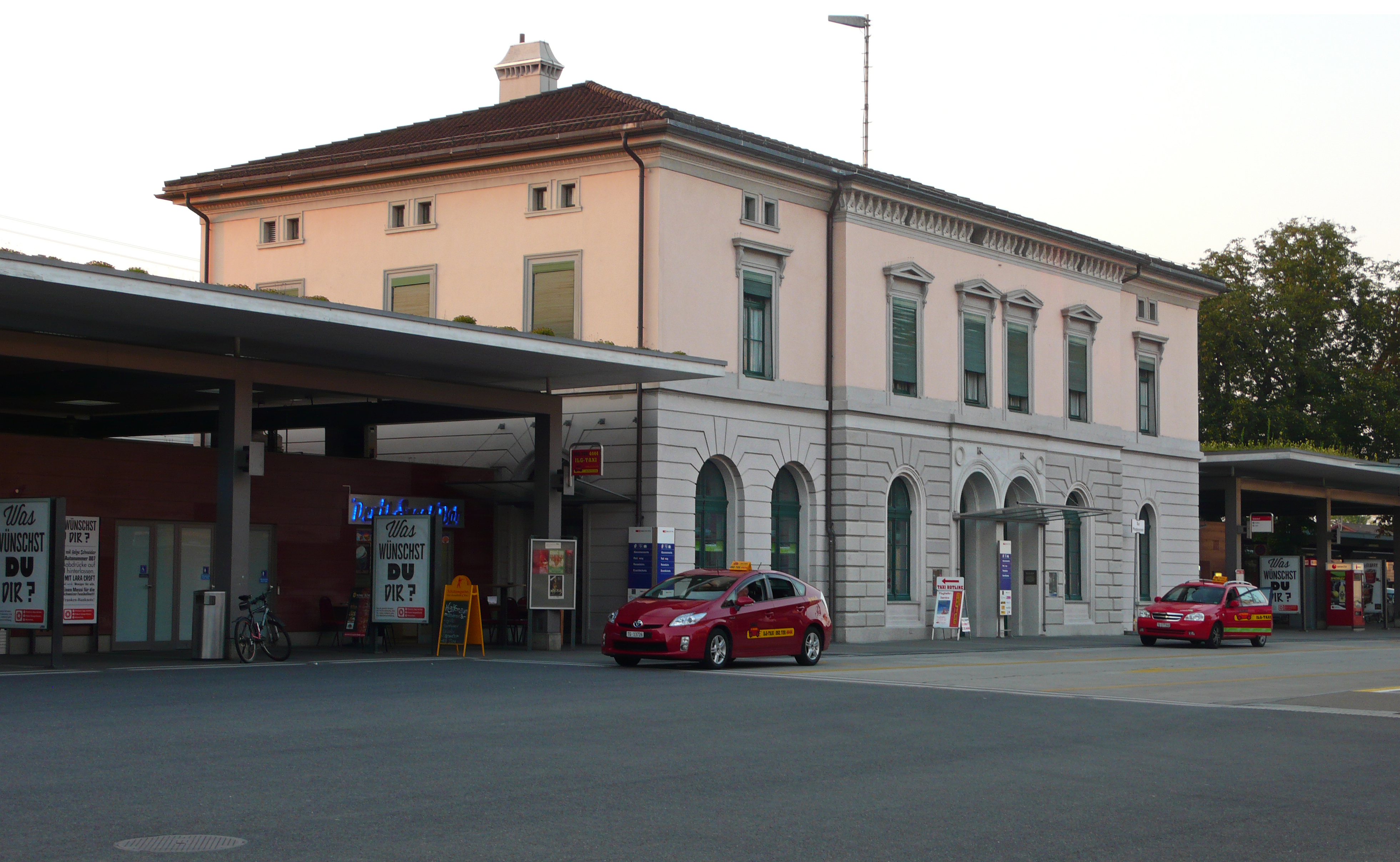
프라우엔펠트역

투르가우 주의 주도인 프라우엔펠트역에는 크고 웅장한 입구 건물이 있다. 프라우엔펠트-빌 철도의 열차는 1887년부터 역 앞뜰에서 출발했다. 역은 무기고의 설립과 함께 광범위하게 확장되었으며 Rail 2000에 따라 재건되었다. 프로그램이지만, 지상층 승객이 플랫폼에 접근할 수 있는 마지막 주요 역 중 하나였다. 보수 기간 동안 역 앞뜰 아래에 지하 원형 교차로가 건설되었고, 1859년에 지어진 신고전주의적인 입구 건물이 세심하게 보수되었으며, 스위스에서 두 번째로 긴 플랫폼 캐노피로 덮인 420m 길이의 섬 플랫폼이 건설되었다. 물품 창고가 철거되는 동안 신고전주의적인 군용 창고 건물은 공원 및 놀이기구 차고로 개조되었다. 1890년에 지어진 기관차 창고는 현재 SBB 건설 서비스에서 사용하고 있다.
사이딩은 라인의 북쪽에서 1999년에 열린 프라우엔펠트 소포 우편 센터에 연결된다.
펠벤-벨하우젠역에는 아마도 1855년에 일부가 건설된 라인의 첫 번째 물품 창고가 있을 것이다. 현재의 입구 건물은 1873년에 지어졌다.
휘틀리겐-메텐도르프역은 정류장에서 역으로 발전했다가 다시 정류장으로 하향 조정되었다. 이 노선은 뮐하임-비골팅엔역 앞에서 투어를 가로지른다. 빈터투어-로만스호른 노선은 S자 곡선을 이루며 그 중간에 에시코프 다리가 있다. 처음에 단일 트랙으로 덮인 다리는 1903년 트랙을 복제하는 동안 두 개의 인접한 174m 길이의 강철 트러스 다리로 구성된 새로운 다리로 교체되었다.
뮐하임-비골팅엔역은 중간 크기의 입구 건물로 지어졌다. 1862년 이곳에 창고를 증축하고 1871년 증축했다. 1894년에는 대기실 별관을 지었다. 1863년 5월 19일, 고속열차와 정차하는 여객열차가 충돌했다. 잘못 설정된 포인트로 인한 스테이션. 철도 직원 2명이 중상을 입어서 숨지고 1명이 중상을 입었다. 불특정 다수의 승객이 경미한 부상을 입었지만, 객차는 부서졌다.
메르슈테텐역은 역 외부개장 프로그램에 따라 2001년에 쉼터를 받았다.
바인펠덴역은 미텔투어가우반 회사가 빌-크로이츨리엔 철도를 개통한 1911년부터 철도 교차점이었다. 회사는 이곳에 창고를 세웠고 그 라인은 빈터투어-로만스호른 라인을 가로지른다.
뷔르글렌역은 1866년에 선로를 마주보고 있는 박공 이 있는 중간 크기의 입구 건물을 받았다.
줄겐역은 1876년부터 교차점이었다. 2월 1일 줄겐과 비쇼프스첼-슈타트 사이의 줄겐-고사우 철도를 개통한 비쇼프스첼러반 회사도 역에 기관차 창고를 지었다. 이곳은 현재 Eurovapor 지점이 있는 곳이다.
에를렌역은 원래 1873년에 지어진 역 건물을 개조한 건물이 있으며 1859년에 지어진 화물 창고가 여전히 존재한다.
오버라흐역에는 여전히 1907년에 지어진 역 건물이 있지만, 민영화되었다. 역 자체는 1908년 2월 1일에 문을 열었다. 역은 2001년에 여객 수송을 위해 폐쇄되었고, 동쪽으로 수백 미터 떨어진 같은 이름의 새로운 역으로 교체되었다. 이를 통해 고가도로를 접근할 수 있기 때문에 승객용 지하도를 건설할 필요가 없었다.
암리스빌역은 이미 1855년에 화물 야적장을 갖추었고, 1867년에는 장엄한 역 건물을 갖추었다. 역 건물은 현대에 철거되었고, 화물 선로가 해체되었다. 2004년 이후로 철도 기술적인 관점에서 볼 때 단지 중단되었다. 역 건물은 이제 평평한 지붕이 있는 기능적인 단층 건물이지만, 여전히 상업적으로 사용되며 여행사 및 송금 서비스가 포함된다.

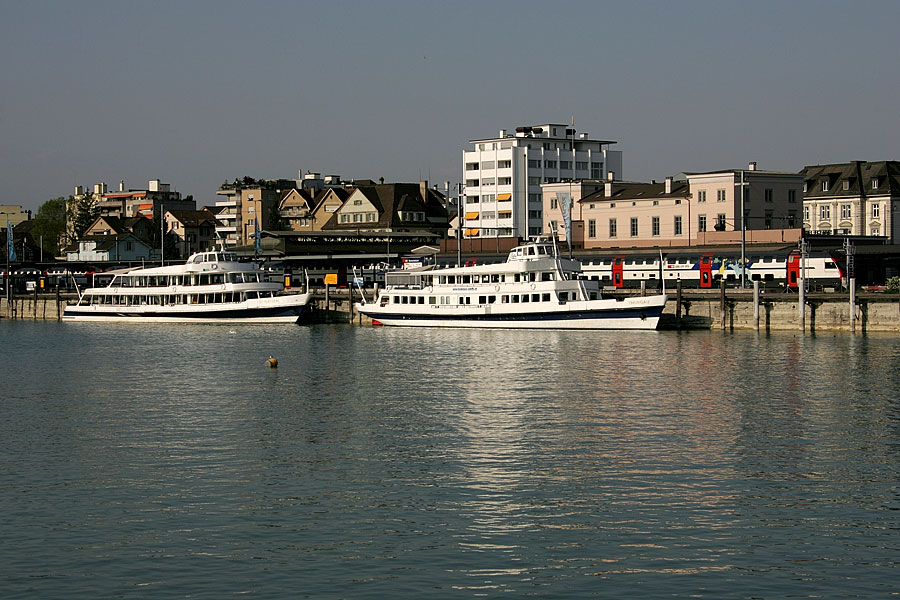
로만스호른역

로만스호른역은 항구의 종점이며 광범위한 선로 레이아웃과 기차 정거장이 있다. 로만스호른 행 라인에 위치하고 1869년 10월 15일에 개장한 로만스호른 야적창은 폐쇄되었다. 빈터투어에서 출발하는 열차는 연결 루프를 통해 야드에 접근할 수 있었다. 창고는 이렇게 형성된 트랙의 삼각형에 있다. 이 단일 선로 노선은 오늘날에도 라인 밸리 상류와 로르샤흐에서 리마탈 야적창로 향하는 화물 열차에서 사용되지만, 정기 여객 열차에서는 사용되지 않다. 1853년에서 1855년 사이에 지어진 입구 건물이 보존되어 있는 동안 여객역은 2004년에 완전히 새 단장되었다.

## 운행
빈터투어-로만스호른 철도는 항상 취리히-로만스호른 노선의 고속 열차(2010년에는 인터시티 열차가 로만스호른과 브리크 사이를 운행)와 빈터투어-로만스호른 노선의 지역 열차에서 사용되었다. Rail 2000 이 도입된 이후로 취리히-바인펠덴-콘스탄츠 노선에 급행이 운행되었다(2010년에는 인터레기오 서비스가 콘스탄츠-비엘/비엔 노선에 운행됨)가 추가되었다. 두 서비스 모두 때때로 RABDe 500 세트가 있는 틸팅 열차 (ICN) 서비스로 운영되지만, 일반적으로 Re 460 기관차와 아인하이트슈바겐 IV 또는 IC2000 코치가 있는 통근 열차로 운영된다. 지역 서비스는 바인펠덴 도입 이후 종료되었다. 장크트갈렌 S-반 : 그 이후로 S7으로 지정된 지역 열차는 로만스호른에서 바인펠덴까지 운행되었으며 취리히 S-반의 지역 서비스는 현재 S30으로 불리며 바인펠덴과 빈터투어 사이에서만 운행된다. 이를 위해 S30은 월요일부터 금요일까지 주간에 상당히 불규칙한 30분 패턴으로 운영되는 확장 S8(취리히 S-반) 서비스로 보완된다. S5(S-반 장크트갈렌) 서비스도 줄겐과 바인펠덴 사이에 추가되어 줄겐-고사우 철도에서 계속된다.
금요일~토요일 및 토요일~일요일 야간에는 야간 S-반 서비스가 추가로 있다.
투어 계곡 라인은 로만스호른의 야적창가 폐쇄된 이후 화물 운송의 중요성을 잃었다. 그럼에도 불구하고 부흐스 야적창는 분배 지점일 뿐 전국 단일 마차 교통을 위한 집결 지점이 아니기 때문에 라인 계곡과 콘스탄스호에서 출발하는 화물 열차는 미마트 계곡의 야적창로 라우팅된다. 환승 경로로 볼푸르트 야적창로 향하는 열차에서만 사용된다. 아를베르크를 가로지르는 화물 열차는 일반적으로 부흐스에서 국경을 넘다. 또한 여러 소포 열차가 프라우엔펠트의 소포 센터까지 운행하며 매년 가을 많은 사탕무 열차가 프라우엔펠트 설탕 공장으로 운행한다.
투어 계곡 라인은 사탕무 시즌 외에 쉽게 사용할 수 있는 충분한 용량과 대체 트랙과 사이딩을 가지고 있기 때문에 테스트 중인 새로운 열차와 실험 열차에서 자주 사용된다.

## 현대화
현재(2015-2017) 빈터투어-로만스호른 철도는 최대 속도를 125km/h에서 150km/h로 높이기 위해 빈터투어에서 바인펠덴까지 현대화되고 있다. 이동 시간은 5분 단축되어야 한다. 원래 계획했던 선로 구간의 직선화는 비용상의 이유로 생략되었다.